# Грачнево (Торопецкий район)
Грачнево, Грачнино (Грачнина) — исчезнувшая деревня Торопецкого района Тверской области. Располагалась на территории Понизовского сельского поселения.

## География
Деревня была расположена к юго-западу от современной деревни Мартисово, в 15 километрах по прямой к северо-востоку от районного центра, города Торопец. Ближайшими населёнными пунктами являлись деревни Мартисово и Сушино.

## История
На топографической карте Фёдора Шуберта, изданной в 1871 году деревня обозначена под названием Грашнина с шестью дворами.
В списке населённых мест Псковской губернии за 1885 год значится деревня Грашиево (№ 12173). Располагалась при колодце в 15 верстах от уездного города. Входила в состав Туровской волости Торопецкого уезда. Имела 7 дворов и 38 жителей.
В 1927 году вошла в Меденецкий сельсовет.
На карте РККА 1923—1941 годов обозначена деревня Грачнево. Имела 6 дворов.